# Hyposcada nigricosta
Hyposcada nigricosta är en fjärilsart som beskrevs av Fox 1968. Hyposcada nigricosta ingår i släktet Hyposcada och familjen praktfjärilar. Inga underarter finns listade i Catalogue of Life.